# Аккемское озеро
Акке́мское озеро (от алтайского Ак-кем — «белая вода») находится в Алтайских горах у подножия северного склона горы Белуха на территории Усть-Коксинского района Республики Алтай. Питается талыми водами Аккемского ледника.
Объём воды — 0,004207 км³. Площадь поверхности — 0,5388 км². Высота над уровнем моря — 2050 м.
С южной стороны в озеро впадают реки Аккем и Акоюк, а вытекает с северной стороны река Аккем. Котловина озера представляет типичный трог ледника (горную долину корытообразной формы, образованную деятельностью ледника). Берега озера сложены рыхлыми ледниковыми отложениями и покрыты мохово-кустарниковой тундрой. Озеро вытянуто с юга на север, его длина 1350 м. Ширина озера — 610 м. Берег довольно резко идёт вниз и достигает максимальных глубин (около 15 м), которые преобладают в озере. Средняя глубина озера — 7,8 м. В северной части Аккемское озеро заужено за счёт скоплений обломочных пород (гальки, гравия, песка), вынесенных рекой Ярлу (конус выноса реки Ярлу), берега здесь низменные, западные и восточные берега — крутые, поросшие лиственницами и сибирскими кедрами. Юго-западный и юго-восточный склоны трога, представленные гранитами, гнейсами и метаморфическими сланцами, заняты лиственницей. Устойчивая береговая линия сохраняется возле Аккемской метеостанции (северная часть). Конфигурация южной части озера весьма непостоянна.
Цвет воды Аккемского озера мутный, серо-белый. Озеро прозрачно меньше чем на метр из-за взвеси твердого материала, который несёт река Аккем с ледника, поэтому рыба здесь не водится. Дно озера образует ледниковый ил. В тихую погоду, когда ряби на озере Аккем нет, видно отражение белоснежной горы в спокойной воде. 
Температура воды в Аккемском озере не превышает +4,5 °C.
На северо-западном берегу озера расположена метеостанция Аккем. Метеостанция — одна из старейших на Алтае. Наблюдения на ней ведутся с 1932 г. Координаты 49°55′ с. ш. 86°32′ в. д. Синоптический индекс 36443. По её данным средняя температура июля в долинах у верхней границы леса 8,3 °C. Зимой отрицательные температуры воздуха наблюдаются в январе до −30 °С и остаются низкими даже в марте до −4 °C. Недалеко от метеостанции находится вертолетная площадка.
На левом берегу озера находится альплагерь «Белуха» и база МЧС Поисково-спасательной службы Республики Алтай. 4 «бочки»: 1-я — жилая, сторож; 2-я — кают-компания; 3-я и 4-я — жилые.

## Верхнее Аккемское озеро
Выше Аккемского озера есть верхнее Аккемское озеро. Его называют пульсирующим, потому что появляется не каждый год. На начало 30-х годов XX века верхнее Аккемское озеро имело площадь 83 100 м², длину 520 м и ширину 280 м. Образовано оно было древним ледником. В настоящее время верхнее Аккемское озеро существует только в весеннее половодье. В остальное время котловину озера заполняют рукава реки Аккем, берущей начало от Аккемского ледника (ледника Родзевича). Котловина озера расположена в 500 м ниже Аккемского ледника, на высоте 2100 м, она зажата с запада и востока грядами моренных валов, а конечная морена (гряда валунов, постепенно сдвигаемая с гор подвижными ледниками), которая и запруживала озеро, практически размыта.

## Охрана окружающей среды
В июне 1997 г. создан первый в Республике Алтай природный парк «Белуха» общей площадью 131 337 га.
Озеро Аккем является памятником природы и входит в национальный парк «Белуха». Сюда же входит и Кучерлинское озеро, к которому можно добраться от Аккемского озера через перевалы Буревестник и Рига турист пешком, а через перевал Каратюрек — пешком или на конях.

## Достопримечательности
Вокруг Аккемского озера есть несколько красивых природных объектов, достойных внимания: озера долины Акоюк, среди туристов распространено название — Долина семи озер; Аккемский ледник; долина реки Ярлу, в орографически левом притоке р. Ярлу — так называемый «Каменный город»; нижнее и верхнее озера долины Караоюк, среди туристов распространено название нижнего озера — озеро Горных Духов; часовня архангела Михаила (сожжена дотла в 2020 году и отстроена заново в 2022 году) с памятной доской о погибших альпинистах и туристах.

## Галерея
- Вид на Аккемское озеро от метеостанции
- Отражение горы Белуха в Аккемском озере
- Северная часть Аккемского озера. Вечерний туман

## Топографические карты
- Лист карты M-45-XXI Берель. Масштаб: 1 : 200 000.